# Gran Premio del Bahrein 2008
Il Gran Premio del Bahrein 2008 si è svolto il 6 aprile sul Circuito di Manama a Sakhir.

## Qualifiche
| Pos | N. | Nome                 | Squadra/Motore      | Q1       | Q2       | Q3       |
| --- | -- | -------------------- | ------------------- | -------- | -------- | -------- |
| 1   | 4  | Robert Kubica        | BMW Sauber          | 1:32.893 | 1:31.745 | 1:33.096 |
| 2   | 2  | Felipe Massa         | Ferrari             | 1:31.937 | 1:31.188 | 1:33.123 |
| 3   | 22 | Lewis Hamilton       | McLaren-Mercedes    | 1:32.750 | 1:31.922 | 1:33.292 |
| 4   | 1  | Kimi Räikkönen       | Ferrari             | 1:32.652 | 1:31.933 | 1:33.418 |
| 5   | 23 | Heikki Kovalainen    | McLaren-Mercedes    | 1:33.057 | 1:31.718 | 1:33.488 |
| 6   | 3  | Nick Heidfeld        | BMW Sauber          | 1:33.137 | 1:31.909 | 1:33.737 |
| 7   | 11 | Jarno Trulli         | Toyota              | 1:32.493 | 1:32.159 | 1:33.994 |
| 8   | 7  | Nico Rosberg         | Williams-Toyota     | 1:32.903 | 1:32.185 | 1:34.015 |
| 9   | 16 | Jenson Button        | Honda               | 1:32.793 | 1:32.362 | 1:35.057 |
| 10  | 5  | Fernando Alonso      | Renault             | 1:32.947 | 1:32.345 | 1:35.115 |
| 11  | 10 | Mark Webber          | Red Bull-Renault    | 1:33.194 | 1:32.371 |          |
| 12  | 17 | Rubens Barrichello   | Honda               | 1:32.944 | 1:32.508 |          |
| 13  | 12 | Timo Glock           | Toyota              | 1:32.800 | 1:32.528 |          |
| 14  | 6  | Nelson Piquet Jr.    | Renault             | 1:32.975 | 1:32.790 |          |
| 15  | 14 | Sébastien Bourdais   | Toro Rosso-Ferrari  | 1:33.415 | 1:32.915 |          |
| 16  | 8  | Kazuki Nakajima      | Williams-Toyota     | 1:33.386 | 1:32.943 |          |
| 17  | 9  | David Coulthard      | Red Bull-Renault    | 1:33.433 |          |          |
| 18  | 21 | Giancarlo Fisichella | Force India-Ferrari | 1:33.501 |          |          |
| 19  | 15 | Sebastian Vettel     | Toro Rosso-Ferrari  | 1:34.127 |          |          |
| 20  | 20 | Adrian Sutil         | Force India-Ferrari | 1:33.562 |          |          |
| 21  | 19 | Anthony Davidson     | Super Aguri-Honda   | 1:34.140 |          |          |
| 22  | 18 | Takuma Satō          | Super Aguri-Honda   | 1:35.725 |          |          |

## Gara
Secondo successo consecutivo per la Ferrari: Felipe Massa ottiene i primi punti stagionali vincendo il Gran Premio del Bahrein (così come aveva fatto anche nel 2007) davanti al compagno di scuderia Kimi Räikkönen e a Robert Kubica. Lewis Hamilton, disastroso, è solo tredicesimo.
Al via Massa scatta meglio e passa subito Kubica, andando in fuga: non lascerà più la testa della gara; Räikkönen invece passa Hamilton, venendo però infilato, da Kovalainen, ma già nel primo giro si riprende il terzo posto ai danni del connazionale; al 3º giro poi il campione del mondo sopravanza anche Kubica, alla prima curva; dietro ai primi tre si fa luce un brillante Heidfeld che passa Trulli all’inizio del secondo giro e poi Kovalainen, a metà del terzo. Inizio gara da dimenticare per Lewis Hamilton: al via perde sette posizioni partendo malissimo, poi tampona l'ex-rivale Fernando Alonso in pieno rettilineo, toccando con la sua gomma anteriore sinistra la posteriore destra dello spagnolo (rimane intatta la vettura del due volte campione del mondo), rendendo necessaria la sosta ai box per la sostituzione del musetto e compromettendo la gara; successivamente, durante la rimonta dalle retrovie, il pilota inglese si è reso protagonista in negativo, indirizzando gesti decisamente anti-sportivi agli avversari che difendevano la loro posizione. La gara prosegue senza scossoni con i due pit stop che non mutano le posizioni e la Ferrari capitalizza finalmente la superiorità messa in mostra in questo inizio di stagione con una chiara doppietta davanti ai due della BMW.
Distanti tutti gli altri con un regolare Kovalainen, quinto al traguardo e autore del miglior giro in gara (49a tornata). Sesto Jarno Trulli, sempre bravo con la sua Toyota; settimo Mark Webber, ottavo Nico Rosberg; Fernando Alonso, alla guida di una pessima Renault, è giunto decimo, alle spalle anche di Timo Glock. Nella classifica piloti Räikkönen guadagna la prima posizione con 19 punti, seguito da Heidfeld a 16 e da Hamilton, Kubica e Kovalainen a 14.

### Risultati
| Pos | N. | Pilota               | Costruttore         | Giro | Tempo/Ritiro               | Griglia | Punti |
| --- | -- | -------------------- | ------------------- | ---- | -------------------------- | ------- | ----- |
| 1   | 2  | Felipe Massa         | Ferrari             | 57   | 1:31:06.970                | 2       | 10    |
| 2   | 1  | Kimi Räikkönen       | Ferrari             | 57   | + 3.339 s                  | 4       | 8     |
| 3   | 4  | Robert Kubica        | BMW Sauber          | 57   | + 4.998 s                  | 1       | 6     |
| 4   | 3  | Nick Heidfeld        | BMW Sauber          | 57   | + 8.409 s                  | 6       | 5     |
| 5   | 23 | Heikki Kovalainen    | McLaren-Mercedes    | 57   | + 26.789 s                 | 5       | 4     |
| 6   | 11 | Jarno Trulli         | Toyota              | 57   | + 41.314 s                 | 7       | 3     |
| 7   | 10 | Mark Webber          | Red Bull-Renault    | 57   | + 45.473 s                 | 11      | 2     |
| 8   | 7  | Nico Rosberg         | Williams-Toyota     | 57   | + 55.889 s                 | 8       | 1     |
| 9   | 12 | Timo Glock           | Toyota              | 57   | + 69.500 s                 | 13      |       |
| 10  | 5  | Fernando Alonso      | Renault             | 57   | + 77.181 s                 | 10      |       |
| 11  | 17 | Rubens Barrichello   | Honda               | 57   | + 77.862 s                 | 12      |       |
| 12  | 21 | Giancarlo Fisichella | Force India-Ferrari | 56   | + 1 giro                   | 18      |       |
| 13  | 22 | Lewis Hamilton       | McLaren-Mercedes    | 56   | + 1 giro                   | 3       |       |
| 14  | 8  | Kazuki Nakajima      | Williams-Toyota     | 56   | + 1 giro                   | 16      |       |
| 15  | 14 | Sébastien Bourdais   | Toro Rosso-Ferrari  | 56   | + 1 giro                   | 15      |       |
| 16  | 19 | Anthony Davidson     | Super Aguri-Honda   | 56   | + 1 giro                   | 21      |       |
| 17  | 18 | Takuma Satō          | Super Aguri-Honda   | 56   | + 1 giro                   | 22      |       |
| 18  | 9  | David Coulthard      | Red Bull-Renault    | 56   | + 1 giro                   | 17      |       |
| 19  | 20 | Adrian Sutil         | Force India-Ferrari | 56   | + 1 giro                   | 20      |       |
| Ret | 6  | Nelson Piquet Jr.    | Renault             | 40   | Cambio                     | 14      |       |
| Ret | 16 | Jenson Button        | Honda               | 19   | Collisione con D.Coulthard | 9       |       |
| Ret | 15 | Sebastian Vettel     | Toro Rosso-Ferrari  | 0    | Collisione con A.Sutil     | 19      |       |

## Classifiche Mondiali

### Piloti
| Pos | Pilota             | Punti |
| --- | ------------------ | ----- |
| 1   | Kimi Räikkönen     | 19    |
| 2   | Nick Heidfeld      | 16    |
| 3   | Lewis Hamilton     | 14    |
| 4   | Heikki Kovalainen  | 14    |
| 5   | Robert Kubica      | 14    |
| 6   | Felipe Massa       | 10    |
| 7   | Jarno Trulli       | 8     |
| 8   | Nico Rosberg       | 7     |
| 9   | Fernando Alonso    | 6     |
| 10  | Mark Webber        | 4     |
| 11  | Kazuki Nakajima    | 3     |
| 12  | Sébastien Bourdais | 2     |

### Costruttori
| Pos | Team             | Punti |
| --- | ---------------- | ----- |
| 1   | BMW Sauber       | 30    |
| 2   | Ferrari          | 29    |
| 3   | McLaren-Mercedes | 28    |
| 4   | Williams-Toyota  | 10    |
| 5   | Toyota           | 8     |
| 6   | Renault          | 6     |
| 7   | RBR-Renault      | 4     |
| 8   | STR-Ferrari      | 2     |